# スポーティーソフト帽
スポーティーソフト帽とは、帽子の一種。
ソフト帽の一類型である。

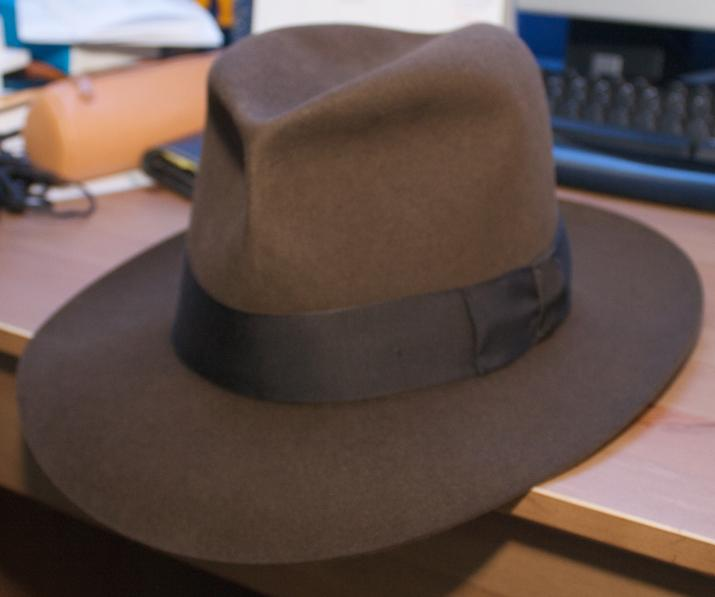
スポーティーソフト帽

「インディ・ジョーンズ シリーズ」でインディアナ・ジョーンズが被ってことで知られている。